# Diego de Acuña
Diego de Acuña ( - 1532) fue un religioso español que llegó a ser obispo de Oviedo
Hijo de Lope Vázquez de Acuña III (II Señor de Azañón y de Viana) y de María de Contreras, hija de Vasco de Contreras, Señor de la Puebla, y de Juana de Portugal, hija  del Infante don Pedro de Portugal, Señor de Colmenarejo.
El 23 de abril de 1527 fue nombrado obispo de Oviedo cargo que ocuparía hasta su fallecimiento en 1532.